# Eleição presidencial do Brasil no Rio de Janeiro em 2010
O primeiro turno da eleição presidencial brasileira de 2010 foi realizado em 3 de outubro, como parte das eleições gerais naquele país. Neste pleito, os cidadãos brasileiros aptos a votar escolheram o sucessor do atual presidente, Luiz Inácio Lula da Silva. Nenhum dos candidatos recebeu mais do que a metade dos votos válidos, e um segundo turno foi realizado em 31 de outubro. De acordo com a Constituição, o presidente é eleito diretamente pelo povo para um mandato de quatro anos, podendo ser reeleito uma vez. Lula não pode mais ser candidato, uma vez que foi eleito em 2002 e reeleito em 2006.
No Rio de Janeiro, a candidata petista, Dilma Rousseff, recebeu 43,76% dos votos no primeiro turno, a candidata do PV, Marina Silva, ficou com 31,52%, enquanto o candidato tucano, José Serra, recebeu 22,53% dos votos naquele estado. No segundo turno, Dilma Rousseff manteve a liderança e ficou com 60,48%, enquanto José Serra recebeu 39,52% de votos, totalizando 1.710.186 votos de diferença entre os dois. O Rio de Janeiro foi um dos dezoito estados em que a candidata do PT venceu o pleito no primeiro turno e um dos quinze (mais Distrito Federal) em que a candidata venceu no segundo. No segundo turno, 7,40% dos eleitores anularam seu voto, enquanto 3,43% votaram em branco. Ao todo, 9.148.177 eleitores fluminenses foram às urnas na segunda fase das eleições. Houve um elevado número de abstenções no estado, totalizando 21,03% dos eleitores.
Parte da base aliada do governador eleito, Sérgio Cabral, Dilma venceu com ampla vantagem na Baixada Fluminense, enquanto o candidato Serra teve mais votos em grande parte do Norte Fluminense. A candidata do PT venceu em 53 municípios do estado, enquanto o candidato do PSDB em 39. Em Belford Roxo, na Região Metropolitana do Rio de Janeiro, Dilma teve 76,17% dos votos, sendo o terceiro município de mais de 200 mil eleitores com maior disparidade de votos a favor da candidata petista.